# Oksfjordhamn
Oksfjordhamn (auch einfach Oksfjord genannt) ist eine Siedlung in der Kommune Nordreisa, Provinz Troms, Norwegen.
Der Ort liegt nördlich des Polarkreises am östlichen Ende des Oksfjords, einem östlichen Nebenarm des Reisafjords, zwischen Alta und Tromsø an der Europastraße 6 (E 6), wo diese zwischen dem Oksfjord und dem See Ákšovuonjávri die Fiskelva, den Abfluss des Sees, überquert. Storslett, der Verwaltungssitz der Kommune Nordreisa, liegt etwa 20 km weiter südwestlich am Südende des Reisafjords. 
Die E 6 kommt entlang des Nordufers des Ákšovuonjávri von Alta heran und verläuft nach dem Überqueren der Fiskelva am Südufer des Oksfjords und dem Ostufer des Straumfjords (einem weiteren Nebenarm des Reisafjords) entlang nach Storslett und weiter nach Bardufoss und Narvik.
Koordinaten: 69° 54′ 36″ N, 21° 19′ 48″ O